# 李秀文 (李宗仁元配)
李秀文（1891年5月31日—1992年6月28日），原名李四妹，生于廣西省臨桂縣，李宗仁元配妻子。

## 生平
李秀文於1891年5月31日於廣西省臨桂縣村頭村出生，與其夫李宗仁為同鄉。李秀文於五歲時曾得一場大病而昏迷，但奇蹟地不藥而癒，自此村內的人均當她為福星。。在大病後，村內來了一個算命先生，則說李秀文命好，要找一個有福的男人才能結婚。
李秀文於1911年，時年19歲，已達婚姻之年，但仍紅杏未嫁。經家人媒約之言後，李秀文就決定嫁給李宗仁。雖然兩人為附近村落的鄰居，但卻從未見面。李宗仁於新婚夜給李秀文改了秀文的名稱，寓意「錦繡文章」。
李秀文與李宗仁雖聚少離多，但兩人感情深厚，李宗仁經常徒步六十多里回鄉探望她。1917年李宗仁駐紮廣東新會任駐防營營長，派副官接李秀文前去隨軍。 1918年2月，李秀文為李宗仁生下了他唯一的兒子李幼鄰。
1924年，李宗仁纳妾郭德潔，元配夫人李秀文不但沒有爭風呷醋，反則理解丈夫在外需要有人照顧，便樂意接受，但身为妾氏的郭德洁反而一直争风吃醋，竭力争取“唯一的李宗仁夫人”名分。1939年，蔣介石夫婦邀請李秀文到李宗仁故居探望其母，但李秀文怕郭德潔難堪而婉拒此事，亦顯示其大量。1944年春节白崇禧之母九十大寿，李秀文依照习俗送去寿幛，李宗仁也不予郭德洁联名送寿幛而是单独署名赠送，郭德洁发现白家挂起李秀文所赠寿幛后大怒，在白家寿宴上大闹，最终为息事宁人，白家不得不将三人送的寿幛都分别挂起。
郭德洁因未曾生育，曾试图让李宗仁与李秀文的儿子李幼邻喊她“妈妈”，李幼邻非常厌恶郭德洁，坚决拒绝。
1949年12月，李宗仁與郭德潔共同前往美國就醫，但未帶上李秀文。李秀文當時處於香港，因希望與兒子相聚而一人前往古巴，希望能成功申請美國簽證，此後李秀文滯留於古巴六年，終於在1958年4月獲美國定居簽證，便立刻飛到美國與李宗仁及兒子共聚天倫。
到美國後，李宗仁與李秀文一起生活，郭德潔干擾未果。李秀文與李宗仁能共聚、閒聊家常，為李秀文多年來的願望。1965年，李宗仁因不願老死異鄉而回到中國，但因前途未卜，不讓李秀文和儿孙同行，以免遭其拖累，而带已经重病的郭德潔同行。至1969年1月李宗仁逝世，她亦未能見他最後一面。
1973年，李秀文與其子李幼鄰回到中國，並受到政府的款待，及周恩來妻子鄧穎超的接見，比起李宗仁回国后再娶的胡友松，李秀文被视为李宗仁唯一妻子受到优待。此後，她出任廣西區政協委員，此後享受晚年膝下有兒孫的生活。
1992年6月28日，李秀文逝世，終年102歲。李秀文為僅次於宋美齡106歲高齡，第二長壽的第一夫人。

## 著作
著有個人回憶錄《我與李宗仁》，記錄與李宗仁相處片段、中國重大事件、政商人士的交流，為一記錄清朝、中華民國和中華人民共和國的跨時代著作。